# Cultur Pro
El programa Interreg IV A Cultur Pro -Llengua i cultura professional és un projecte de formació concebut per reforçar la integració transfronterera, en el marc de la política regional comunitària de la Unió Europea.

Impulsat per la Universitat de Girona (cap de files), la Universitat de Perpinyà Via Domitia, la Universitat de Lleida i la Xarxa Vives d'Universitats, el projecte s'inicia el 2009 i finalitzarà l'any 2012.
Finançat pels fons FEDER de cooperació territorial, Cultur Pro és una eina per al desenvolupament territorial integrat, mitjançant la cooperació i l'intercanvi d'experiències interregionals.
El projecte s'ha concebut en el context de la Xarxa Universitària Pirineus Mediterrània (XUPM), integrada per les Universitats de la XVU i altres 9 institucions universitàries dels territoris de l'Euroregió Pirineus Mediterrània.

## Objectius
Impulsar la difusió del projecte transfronterer com a definitori d'una nova organització socioterritorial en el marc europeu.

### Objectius estratègics
El programa Cultur Pro té els següents objectius estratègics:
- Fomentar l'harmonització de l'oferta de formació i d'aprenentatge als dos costats de les fronteres franco-espanyola.
- Configurar una oferta de formació transfronterera complementària als sistemes de formació preexistents i afavorir el desenvolupament d'una formació professional transfronterera.
- Millorar la mobilitat dels estudiants, dels formadors i dels titulats universitaris, així com l'ensenyament universitari semipresencial.
- Mostrar l'avantatge competitiu dels espais plurilingües en l'àmbit laboral.

## Accions

### Francès amb finalitats professionals a Girona. UdG
La Universitat de Girona ofereix cursos de francès amb finalitats professionals als seus estudiants; els nivells que s'oferiran són l'A1 i l'A2, del Marc Comú Europeu, que capacita els estudiants per entendre la llengua en un entorn professional.
Aquesta formació es preveu fer-la majoritàriament en format virtual i es complementarà amb sessions presencials de dues hores setmanals de conversa durant les quals els alumnes s'hauran d'expressar en la llengua que estan aprenent.

### Francès amb finalitats professionals a Lleida. UdL
La Universitat de Lleida, a través del seu Servei Lingüístic, ofereix classes de francès en format semipresencial amb els mateixos materials que utilitza la UdG. El nivell que s'ofereix en el marc d'aquest projecte és l'A2.

### Català amb finalitats professionals a Perpinyà. UPVD
La Universitat de Perpinyà ofereix classes de català amb finalitats professionals a estudiants de la universitat i a persones externes.
També es preveuen parelles lingüístiques en la xarxa entre alumnes de les universitats de Perpinyà i les de Girona i de Lleida.

### Mòduls de formació virtual en cultura professional. UPVD
Elaboració de 9 mòduls o pastilles formatives multimèdia, bilingües (francès / català), per a ser consultats a través d'internet. Sense tutoria i amb possible avaluació (amb un test o sessió presencial) 
- Economia (de la Catalunya Nord i de Catalunya)
- Dret (id)
- Cultura (id)

El Comitè Acadèmic i el Consell d'Empresa han col·laborat en la concreció del temari per a orientar els temes tractats estigui dirigida a la mobilitat de treballadors i la permeabilitat laboral de la frontera franco-espanyola.

### Mòduls audiovisuals de formació en cultura professional. UPVD
Elaboració d'uns materials audiovisuals per il·lustrar la realitat econòmica, social i cultural dels territoris sobre els quals incideix el Cultur Pro (Catalunya Nord i Catalunya). El temari ha estat consensuat entre els socis i els membres del Comitè Acadèmic i el Consell Empresarial.
En aquelles ocasions en què siga possible es tractarà el territori com una unitat per contribuir a la consolidació de l'espai Cultur Pro com a unitat territorial amb interessos comuns.
Durant l'any 2009 es crearan els 10 audiovisuals de 3 a 6 minuts. I durant els anys 2010 i 2011 les 5 lliçons i entrevistes d'uns 10 minuts de durada.

### Trobades transfrontereres. UPVD
Les trobades transfrontereres permetran reunir els actors i sol·licitants dels ensenyaments que s'ofereixen en les accions 2 a 4 per a fomentar el coneixement mutu, l'intercanvi d'experiències i la consolidació dels aprenentatges adquirits.
S'organitzaran dos cops l'any i tindran una durada de dos dies, dos en una universitat del costat sud de la frontera i dos en una universitat del costat nord.